# Lonicera ramosissima
Lonicera ramosissima är en kaprifolväxtart som beskrevs av Adrien René Franchet, Amp; Sav. och Carl Maximowicz. Lonicera ramosissima ingår i släktet tryar, och familjen kaprifolväxter. Utöver nominatformen finns också underarten L. r. kinkiensis.

## Bildgalleri

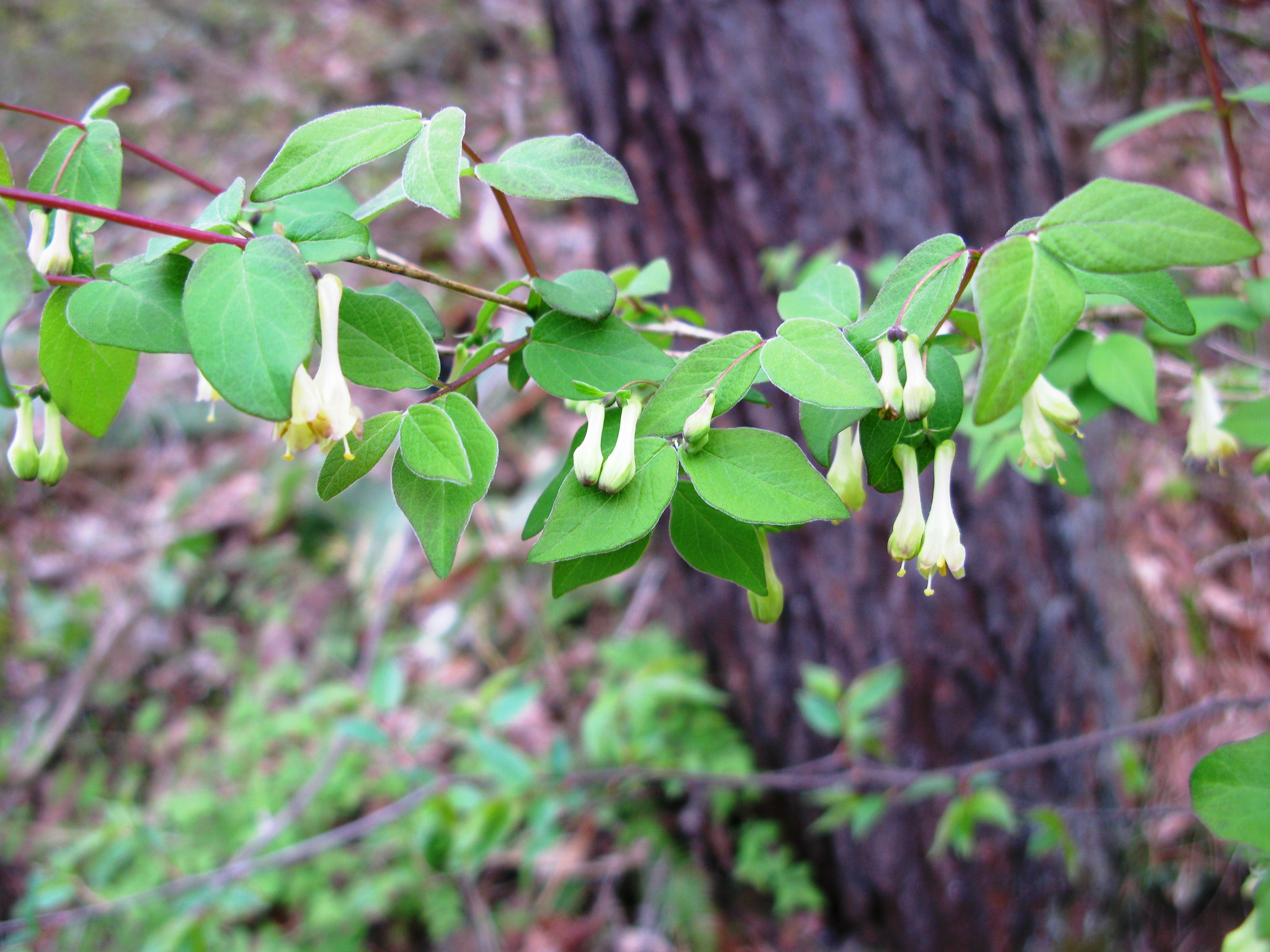
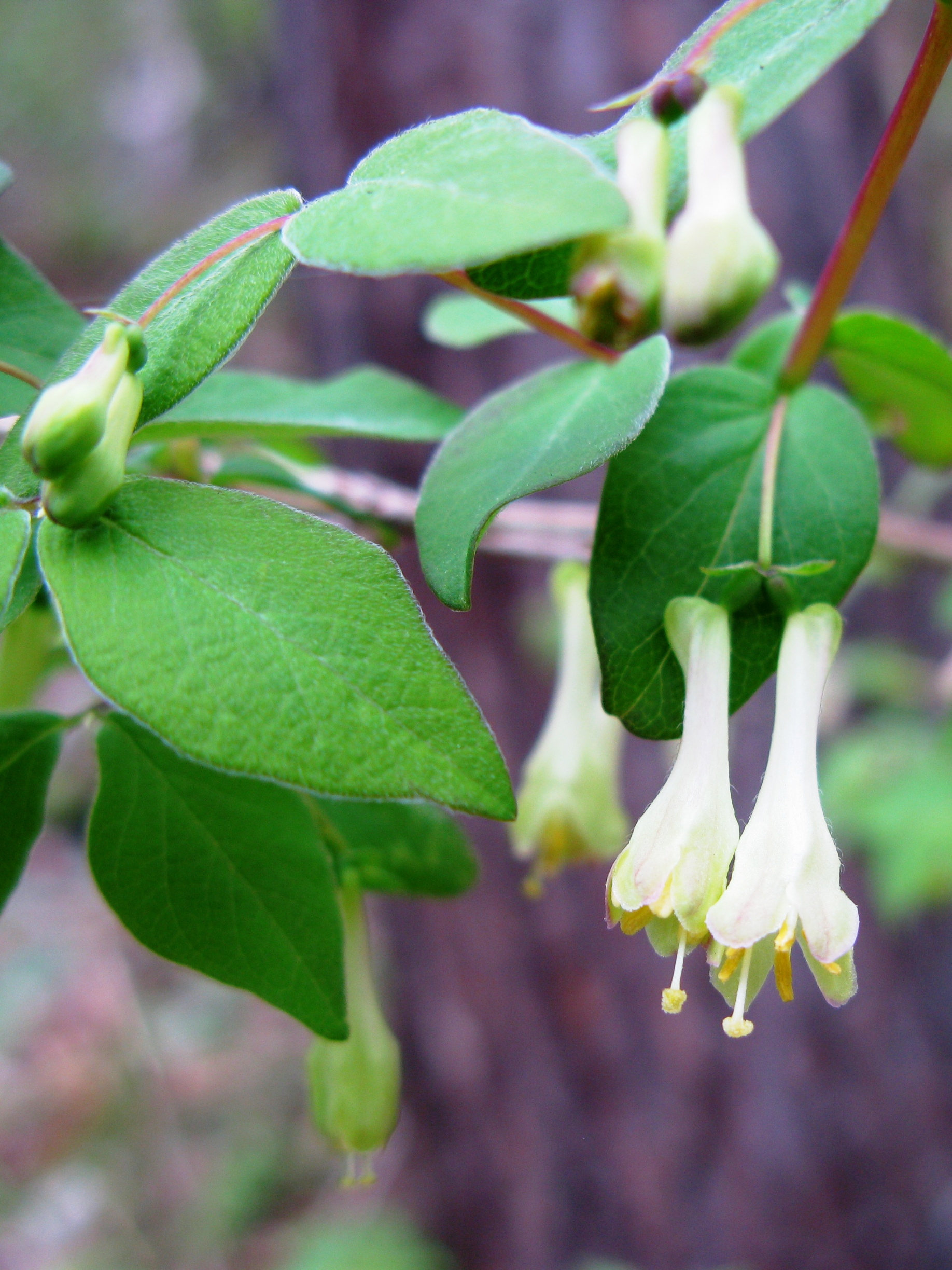
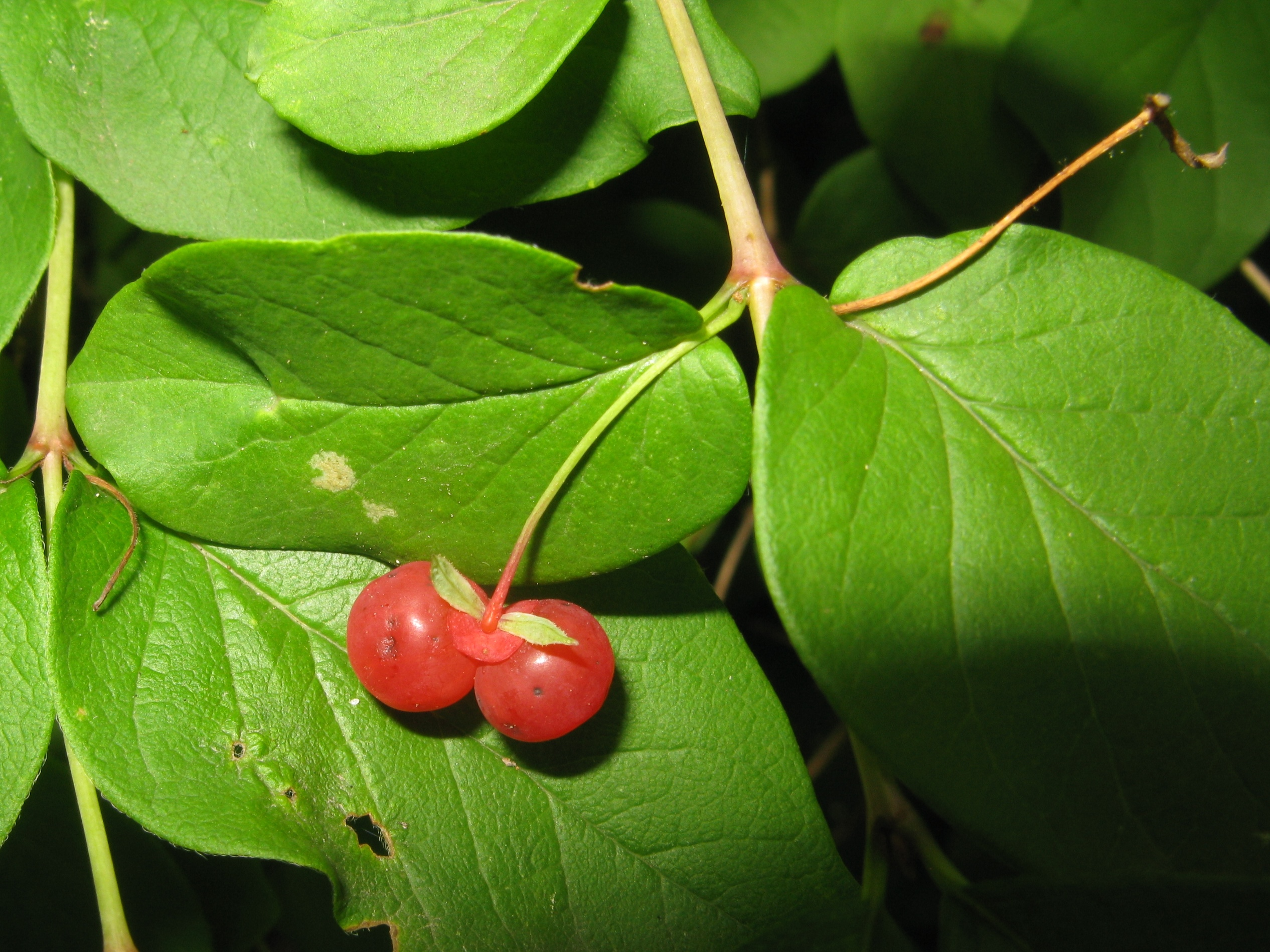
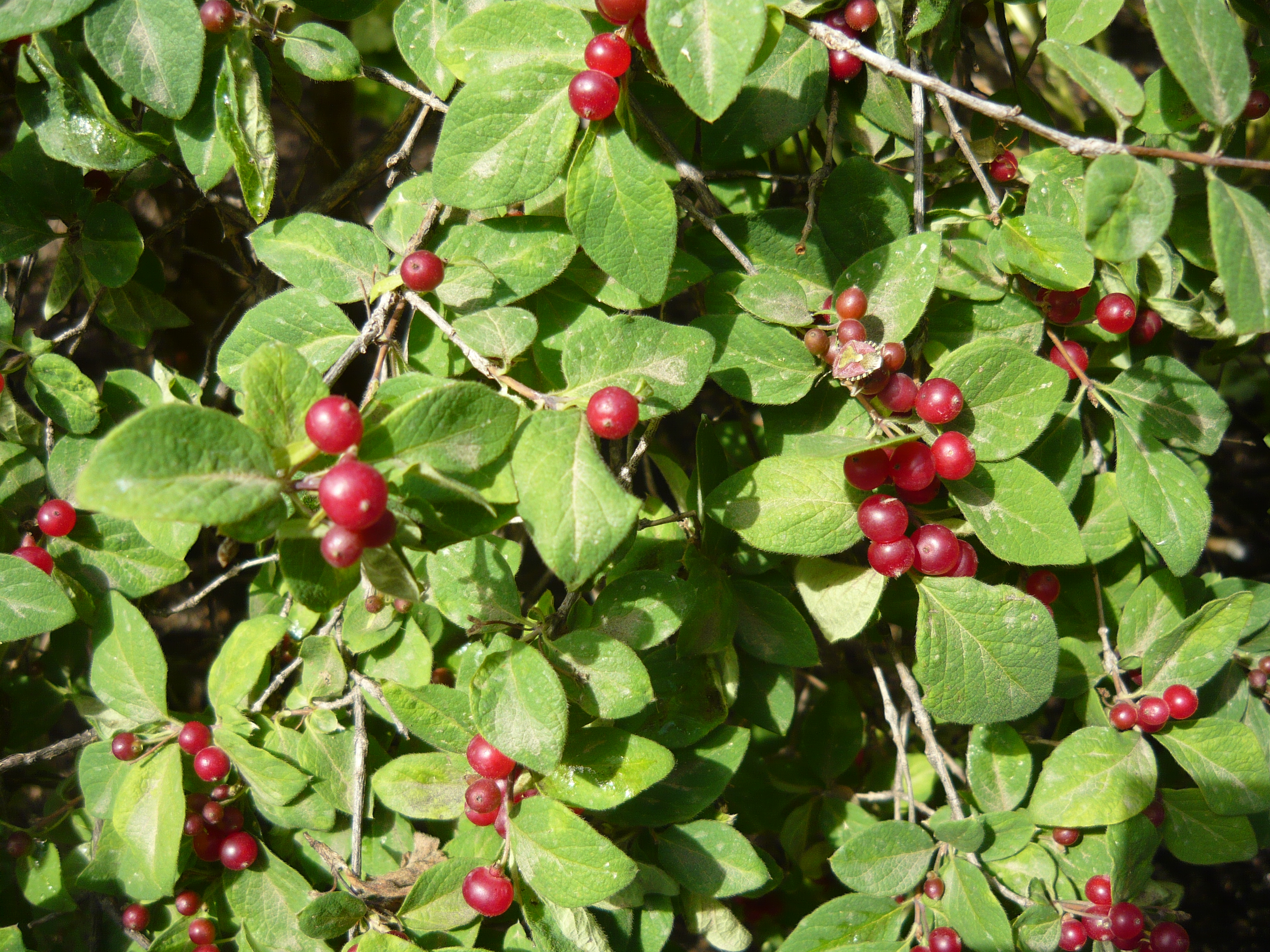